# Joaquim Furnó

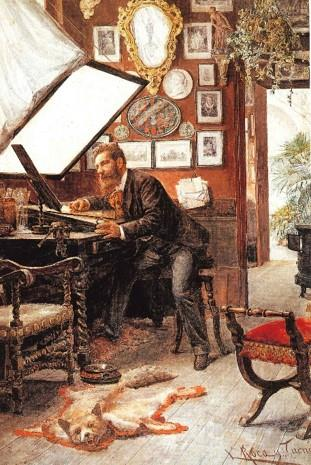
Leopold Roca i Furnó, Retrato de Joaquim Furnó en su estudio, 1885 (MNAC)

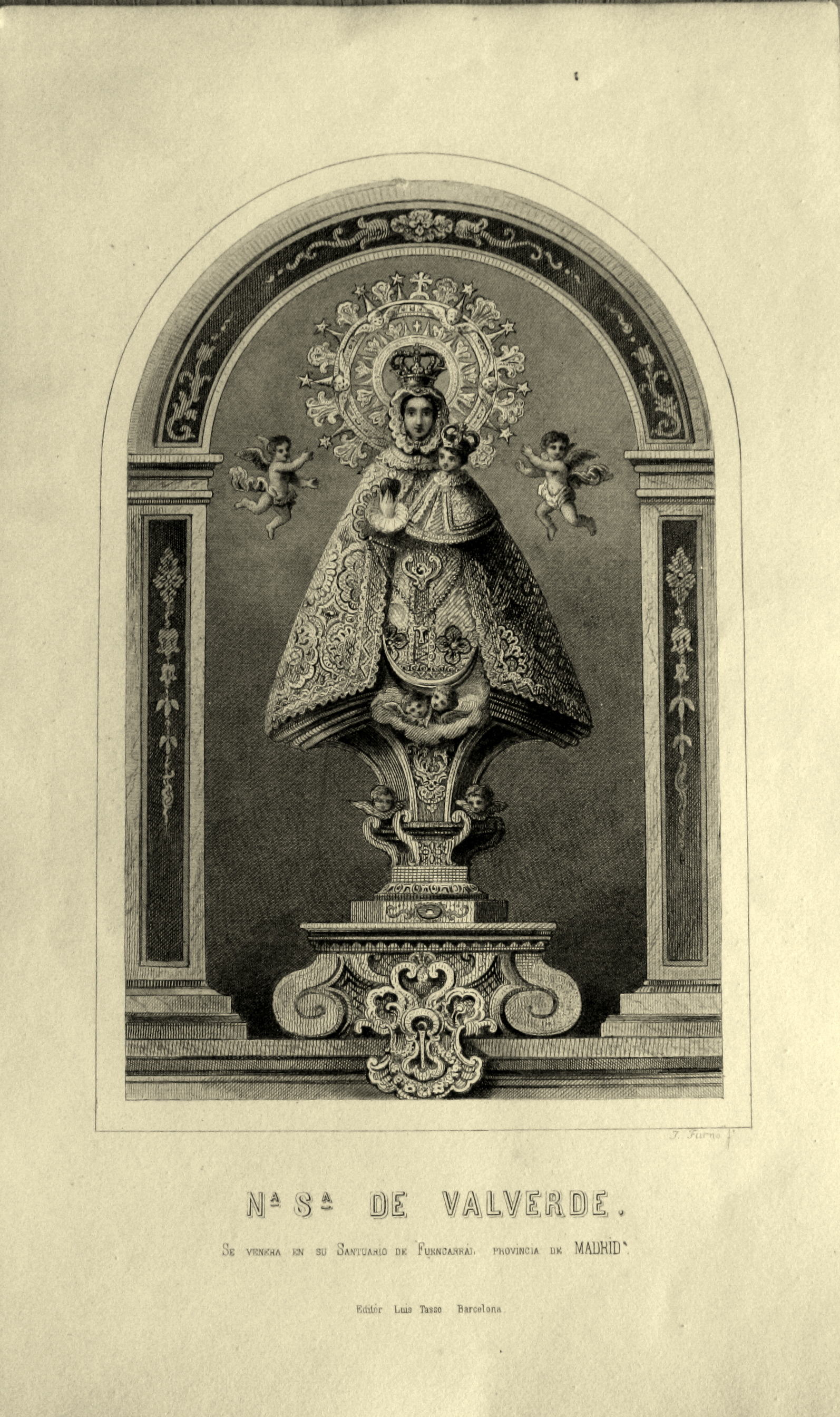
Nuestra Señora de Valverde como se venera en su santuario de Fuencarral. Editor Luis Tasso, Barcelona

Joaquím Furnó i Abad (Barcelona, 1832-1918) fue un grabador en hueco y talla dulce de medallas y láminas.

## Biografía
Formado en la escuela de Bellas Artes de la Ciudad condal, completó sus estudios en París a donde se trasladó en 1861 para perfeccionarse en el grabado en hueco de medallas. Recuerdo de su paso por la capital francesa es la vista de la Plaza de la Concordia de París, aguafuerte del que se conserva una estampa en la Real Academia de Bellas Artes de San Fernando.
Obtuvo mención honorífica en la Exposición Nacional de Bellas Artes de 1864, a la que concurrió con la medalla concedida como premio por la Academia de Arqueología para conmemorar el cambio en la denominación de la institución creada en 1844 por Basilio Sebastián Castellanos de Losada, que pasó a titularse Real Academia de Arqueología y Geografía del Príncipe Alfonso al recibir el reconocimiento de la reina Isabel II, cuya efigie figura en el anverso de la medalla, de la que hay ejemplar en el Museo Arqueológico Nacional.
Grabador de cámara del infante Sebastián Gabriel de Borbón y Braganza, en 1864 retornó a Barcelona para hacerse cargo del taller de estampación calcográfica de su cuñado Antonio Roca a su muerte.
Para el editor Luis Tasso grabó, en su mayor parte por dibujos de Tomás Padró, una serie de estampas de advocaciones locales de la Virgen representadas por sus imágenes en los mismos tronos o altares en que se veneran, entre ellas la de Nuestra Señora de la Consolación de Jerez de la Frontera, en un carro tirado por bueyes, la madrileña Nuestra Señora de la Almudena con Santiago y el apócrifo san Calocero, supuesto primer obispo de Madrid, la de Valverde en su santuario del pueblo de Fuencarral, la sevillana Nuestra Señora del Reposo, la grancanaria Nuestra Señora del Pino o Nuestra Señora de los Milagros, del Puerto de Santa María, de las que se conservan ejemplares en el Museo del Traje, Centro de Investigación del Patrimonio Etnológico de Madrid.
En la ilustración de libros contribuyó con sus grabados al embellecimiento de la Historia de Cataluña y de la Corona de Aragón: escrita para darla a conocer al pueblo recordándole los grandes hechos de sus ascendientes en virtud, patriotismo y armas, y para difundir entre todas las clases el amor al país y la memoria de sus glorias pasadas por Víctor Balaguer; adornada con láminas abiertas con acero, Barcelona, 1860-1863, y de la edición del Quijote de la Biblioteca Ilustrada de Espasa, de hacia 1879. Se le conocen también algunos retratos, entre ellos los de Amadeo de Saboya y Francisco Pi i Margall. Colaboró con la Revista ibérica de ex libris, de la que se editaron cuatro números en Barcelona entre 1903 y 1906, estampándose en su taller los grabados calcográficos que la adornaban. En sus últimos años se inició en la técnica del fotograbado, investigando en nuevos sistemas de estampación de su propia creación.
Su hija, Maria Emília Furnó, fue una poetisa y pedagoga.